# Unmasked Tour
Unmasked Tour fue una gira de conciertos ofrecida por la banda de Hard rock norteamericana Kiss como promoción a su disco Unmasked. Este fue el primer tour sin el baterista original Peter Criss quien fue reemplazado por Eric Carr. El Unmasked Tour fue la única gira en la que Kiss solo se presentó en Europa y Australia, en Estados Unidos solo ofreció una fecha en Nueva York.

## Lista de canciones
- 1. Detroit Rock City
- 2. Cold Gin
- 3. Strutter
- 4. Calling Dr. Love
- 5. Is That You?
- 6. Firehouse
- 7. Talk To Me
- 8. You're All That I Want
- 9. 2000 Man
- 10. I Was Made For Lovin' You
- 11. New York Groove
- 12. Love Gun
- 13. God of Thunder
- 14. Rock And Roll All Nite

Encores:
- 15. Shout It Out Loud
- 16. King of the Night Time World
- 17. Black Diamond

Canciones interpretadas ocasionalmente: 
- En Australia presentaron "Shandi"

en vez de "You're All That I Want"

## Fechas del Tour

### New York
Julio
- 25 - The Palladium, New York, NY

### Manga Europea
Agosto
- 29 - Castel St. Angelo, Roma, Italia
- 30 - Stadion Communale, Perugia, Italia
- 31 - Pala Sport, Génova, Italia

Septiembre
- 2 - Velodromo Vigorelli, Milán, Italia
- 5 - Bingley Hall, Stafford, Inglaterra
- 6 - Deeside Leisure Center, Chester, Inglaterra
- 8 - Wembley Arena, Londres, Inglaterra
- 9 - Wembley Arena, Londres, Inglaterra
- 11 - Messehalle, Nuremburg, Germany
- 12 - Philipshalle, Dusseldorf, Germany
- 13 - Rebstock-Gelände, Frankfurt, Germany
- 15 - Westfalenhalle, Dortmund, Germany
- 17 - Singelfingen Messehalle, Stuttgart, Germany
- 18 - Olympiahalle, Múnich, Germany
- 20 - Eissporthalle, Kassel, Germany
- 21 - Forest National, Brussels, Belgium
- 23 - Parc Des Expositions, Avigon, France
- 24 - Palais Des Sports, Lyon, France
- 26 - Parc Des Expositions, Lille, France
- 27 - Le Bourget, Paris, France
- 28 - St. Jakobs Hall, Basel, Switzerland
- 30 - Sportshalle, Koln, Germany

Octubre
- 1 - Bremen Stadhalle, Bremen, Germany
- 2 - Niedersachsenhalle, Hanover, Germany
- 4 - Ernst-Marck-Halle, Hamburg, Germany
- 5 - Groenoordhalle, Leiden, Holland
- 6 - Schwarzwaldhalle, Karlsruhr, Germany
- 9 - Erikdalshallen, Stockholm, Sweden
- 10 - Scandanavium, Gothenburg, Sweden
- 11 - Broendbyhalle, Copenhagen, Denmark
- 13 - Drammenshallen, nr. Oslo, Norway
- 16 - L'Hippodrome, Paris, France CANCELLED

### Australia/Nueva Zelanda
Noviembre
- 8 - Perth Entertainment Centre, Perth, Australia
- 9 - Perth Entertainment Centre, Perth, Australia
- 10 - Perth Entertainment Centre, Perth, Australia
- 11 - Perth Entertainment Centre, Perth, Australia
- 15 - Waverley Park, Melbourne, Australia
- 18 - Adelaide Oval, Adelaida, Australia
- 21 - Sydney Showground, Sídney, Australia
- 22 - Sydney Showground, Sídney, Australia
- 25 - Lang Park, Brisbane, Australia
- 30 - Wellington Athletic Park, Wellington, New Zealand

Diciembre
- 3 - Western Springs Stadium, Auckland, New Zealand